# Carlius longipes
Carlius longipes är en insektsart som först beskrevs av Carl 1915.  Carlius longipes ingår i släktet Carlius och familjen Phasmatidae. Inga underarter finns listade.